# ریکی والانس
ریکی والانس (انگلیسی: Ricky Valance; زاده ۱۰ آوریل ۱۹۳۶ – درگذشته ۱۲ ژوئن ۲۰۲۰) خواننده موسیقی سبک پاپ اهل بریتانیا بود. وی بین سال‌های ۱۹۵۸ تا ۲۰۲۰ میلادی فعالیت می‌کرد.